# Блоне (Влоцлавський повіт)
Блоне (пол. Błonie) — село в Польщі, у гміні Любень-Куявський Влоцлавського повіту Куявсько-Поморського воєводства.
Населення — 66 осіб (2011).
У 1975-1998 роках село належало до Влоцлавського воєводства.

## Демографія
Демографічна структура станом на 31 березня 2011 року:
|          | Загалом | Допрацездатний вік | Працездатний вік | Постпрацездатний вік |
| -------- | ------- | ------------------ | ---------------- | -------------------- |
| Чоловіки | 35      | 2                  | 27               | 6                    |
| Жінки    | 31      | 6                  | 19               | 6                    |
| Разом    | 66      | 8                  | 46               | 12                   |